# عريضة انتخابية
 العريضة الانتخابية تشير إلى إجراءات الطعن في نتيجة الانتخابات البرلمانية.

## النتائج
عندما يتم تقديم عريضة ضد إعادة الانتخابات، فإنه يكون هناك 4 نتائج محتملة وهي ما يأتي: 
1. إعلان بطلان الانتخابات. يتم إلغاء النتيجة ويصدر أمر بإجراء انتخابات جديدة
2. يتبين أن الانتخابات التي تم عقدها كانت غير مبررة: يتم إلغاء الإعادة الأولية، ويتم الإعلان عن انتخاب مرشح آخر.
3. يتم تأييد الانتخابات، وتبين أن العضو الذي تم إعادته قد تم انتخابه على النحو الواجب.
4. يتم سحب العريضة. قد يحدث هذا عندما يفشل مقدم العريضة في حضور جلسة الاستماع، أو عندما يتم حل البرلمان قبل اكتمال عملية تقديم العريضة.

## تاريخ
كانت الانتخابات المثيرة للجدل قد تمت تجربتها في الأصل من قبل لجان مختارة، وبعد ذلك من قبل لجنة الامتيازات والانتخابات، وفي نهاية المطاف من قبل مجلس العموم بأكمله، مع انحياز فاضح، ولكن بموجب قانون جرينفيل لعام 1770 (10 Geo III. c. 16)، وأعمال أخرى لاحقة، من خلال لجان مختارة، قد تم تشكيلها لتكوين محكمة قضائية بشكل أكثر. ومع ذلك، يبدو جلياً أن تأثير التحيز الحزبي قد ساد حتى عام 1839، عندما قدم روبرت بيل نظاماً محسناً للترشيح، مما زاد بشكل واضح من شخصية اللجان الانتخابية. لكن المحكمة المكونة من أنصار سياسيين، مهما كان اختيارها، كانت لا تزال عرضة للغيرة والشك. ولفترة طويلة، نقل قانون الانتخابات البرلمانية لعام 1868 محاكمة الالتماسات الانتخابية إلى قضاة المحاكم العليا، الذين يضع مجلس النواب قرارهم حيز التنفيذ، من خلال إصدار أوامر جديدة أو غير ذلك. ومع ذلك، لا يزال مجلس النواب يحتفظ ويمارس اختصاصه في جميع القضايا التي لم يتم إحالتها، بموجب القانون، إلى القضاة.
كانت العرائض، التي أدت إلى إجراء انتخابات في دائرة انتخابية باطلة، شائعة بعد كل انتخابات عامة، ولكنها أصبحت حالياً نادرة.
كان عندما يتم إجراء انتخابات باطلة، فيمكن عندها لمجلس العموم أن يرشح مرشحاً آخر، ويأمر بإصدار أمر قضائي جديد لملء المقعد الشاغر أو ترك الأمر دون إصداره لبعض الوقت، وبالتالي تعليق تمثيل الدائرة الانتخابية. ونظراً لأن التسامح مع الانتخابات الفاسدة أصبح أقل خلال القرنين الثامن عشر والتاسع عشر، فعندها يتم معاقبة الإقليم الذي وُجد فاسداً إما بتغيير المنطقة ومؤهلات التصويت أو حرمان الدائرة الانتخابية تماماً.
توجد مثل هذه الآلية أيضاً في هونغ كونغ، ثم في مستعمرة بريطانية وأستراليا ونيوزيلندا أو دول الكومنولث (السابقة) الأخرى.

## حالات
في عام 1961، تم استبعاد توني بين من شغل مقعده بعد انتخابات فرعية من قبل محكمة انتخابية لأنه كان من طبقة النبلاء.
في عام 1982، استُبعد شيموس مالون من شغل مقعده في جمعية أيرلندا الشمالية لأنه كان عضوًا في Seanad Éireann، الغرفة العليا لبرلمان جمهورية أيرلندا، في فترة انتخابه.
ومن الأمثلة الحديثة على إجراء انتخابات باطلة، عندما طعن مرشح حزب المحافظين ، جيري مالون، في انتخابات عام 1997 لعضو البرلمان عن وينشستر، مارك أوتين، (ديمقراطي ليبرالي). وفاز أوتن بالمقعد بصوتين، مع رفض الضابط العائد 55 ورقة اقتراع لأنه لم يتم ختمها بشكل صحيح. وقدم مالون عريضة انتخابية في المحكمة العليا للطعن في النتيجة. وتم التعامل مع العريضة بقضية خاصة انضم فيها أوتن. وفي 6 تشرين أول 1997، حكم اللورد جستس بروك أن الانتخابات كانت باطلة: في عام 1974، ربما كان الفشل في ختم أوراق الاقتراع نتيجة نسيان موظفي مركز الاقتراع، ولو تم عدهم، لكان مالون قد حصل على أغلبية باثنين على أوتن.
تم تقديم طلبين انتخابيين بعد الانتخابات العامة في 6 أيار 2010. وقد تقدم المستقل المهزوم رودني كونور، الذي خسر في فيرماناغ وساوث تيرون بأربعة أصوات، بعريضة يطلب فيها إعادة فرز الأصوات مع التدقيق، ولقد بدأت القضية في 13 أيلول 2010.
في دائرة أولدهام إيست وسادلورث، قدم المرشح الديموقراطي الليبرالي المهزوم إلوين واتكينز عريضة ضد انتخاب فيل وولاس، وزير العمل السابق، زاعماً أن النتيجة قد تأثرت ببيانات واقعية كاذبة حول شخصيته. وأمرت المحكمة الانتخابية التي نظرت في القضية بإعادة الانتخابات في دائرة وولاس بعد إدانته بالإدلاء بأقوال كاذبة ضد خصمه خلال الحملة الانتخابية الأصلية. وسعى فيل وولاس إلى مراجعة قضائية للقرار في المحكمة العليا، لكنه لم ينجح بشكل عام حيث أيدت المحكمة قرار محكمة الانتخابات فيما يتعلق ببيانين، بينما ألغت القرار فيما يتعلق ببيان ثالث.
وفي أعقاب الانتخابات العامة في ساموا في نيسان 2021، تم تقديم 28 عريضة انتخابية. ولقد حكمت المحكمة العليا ضدها. 